# جایزه بزرگ ایتالیا ۱۹۵۴
جایزه بزرگ ایتالیا ۱۹۵۴ (انگلیسی: ‎1954 Italian Grand Prix‎) یک مسابقهٔ موتوری در رشتهٔ اتومبیل‌رانی فرمول یک بود که در تاریخ ۵ سپتامبر ۱۹۵۴ در پیست ناتزیوناله مونتزا واقع در مونتزا، ایتالیا برگزار شد. این گراند پری در میان ۹ گراند پری در فصل ۱۹۵۴، مسابقهٔ شمارهٔ ۸ بود.
در این مسابقه که در ۸۰ دور و به مسافت ۵۰۴٫۰۰۰ کیلومتر (۳۱۳٫۱۷۱ مایل) برگزار شد، پول پوزیشن توسط خوان مانوئل فانخیو کسب شد و سریع‌ترین زمان برای طی یک دور پیست که برابر با ۲:۰۰٫۸ بود نیز توسط خوزه فریلان گونزالز به ثبت رسید.
خوان مانوئل فانخیو از تیم مرسدس، مایک هاثورن از تیم فراری، و اومبرتو ماگلیولی و خوزه فریلان گونزالز (به‌طور مشترک) از تیم فراری به‌ترتیب مقام‌های اول تا سوم مسابقه را کسب کردند.

## رده‌بندی قهرمانی پس از مسابقه
| رده‌بندی قهرمانی رانندگان \| \| جایگاه \| راننده \| امتیاز \| \| -------- \| ------ \| ------------------- \| -------------- \| \| \| ۱ \| خوان مانوئل فانخیو \| ۴۲ (۵۳۱⁄۷) \| \| \| ۲ \| خوزه فریلان گونزالز \| ۲۵۱⁄۷ (۲۶۹⁄۱۴) \| \| \| ۳ \| ماریس ترینتیگنانت \| ۱۷ \| \| \| ۴ \| مایک هاثورن \| ۱۶۹⁄۱۴ \| \| \| ۵ \| کارل کلینگ \| ۱۰ \| \| منبع:[۱] \| \| \| \| |        |                     |                |
| | جایگاه | راننده              | امتیاز         |
| | ۱      | خوان مانوئل فانخیو  | ۴۲ (۵۳۱⁄۷)     |
| | ۲      | خوزه فریلان گونزالز | ۲۵۱⁄۷ (۲۶۹⁄۱۴) |
| | ۳      | ماریس ترینتیگنانت   | ۱۷             |
| | ۴      | مایک هاثورن         | ۱۶۹⁄۱۴         |
| | ۵      | کارل کلینگ          | ۱۰             |
| منبع: |        |                     |                |

یادداشت
- تنها پنج جایگاه نخست از هر رده‌بندی نمایش داده شده‌است.